# Баб'як Григорій
Григо́рій Баб'я́к  (1875, с. Великий Говилів, нині Теребовлянського району Тернопільської області — квітень 1947 або пізніше) — український педагог, фітотерапевт.

## Біографія
Навчався у гімназії оо. Василіян в м. Бучачі, Ягеллонському університеті в Кракові.
У 1901—1914 роках — професор гімназії в місті Бережани.
1915 року Баб'яка вивезли як заручника російські окупаційні війська в Оренбурзьку губернію, звідки повернувся у 1918-го. У 1919 році виїхав до Вінниці, згодом працював тут директором педагогічного інституту. У 1924—1933 роках викладав у м. Хшанув (Польща). Вийшовши на пенсію, повернувся до Бережан, де вирощував та заготовляв лікарські рослини.
Від 1941 року перебував у Вінниці. Остання звістка від Баб'яка передана у квітні 1947 року зі с. Коси (нині Могилів-Подільського району Вінницької області).